# Jeremie Frimpong
Jeremie Agyekum Frimpong (* 10. prosince 2000) je nizozemský profesionální fotbalista, který hraje na pozici pravého obránce za anglický klub Liverpool FC a nizozemský národní tým.

## Klubová kariéra

### Počátky kariéry
Frimpong začal hrát fotbal ve svých mateřských klubech, AFC Clayton a Clayton Villa. Na mládežnickém turnaji, kde byl vyhlášen nejlepším hráčem, upoutal pozornost skautů Manchesteru City a Liverpoolu. Nakonec se rozhodl připojit k Manchesteru City, protože bylo bližší jeho rodnému městu.
Frimpong se připojil k Manchesteru City ve věku devíti let a postupoval přes mládežnické týmy klubu, kdy pravidelně nastupoval v Premier League 2 a Juniorské lize UEFA.

### Celtic
Dne 2. září 2019 podepsal Frimpong čtyřletou smlouvu se Celticem. Později téhož měsíce debutoval ve čtvrtfinále skotského ligového poháru proti Partick Thistle. Okamžitě se prosadil, při svém debutu vyhrál cenu pro muže zápasu a stal se pravidelným členem prvního týmu. Jeho rychlost a dovednosti byly vyzdvihovány médii a zajistily mu popularitu u fanoušků klubu. Frimpong se rychle stal oblíbencem fanoušků díky svému elektrizujícímu tempu, houževnatosti a útočné zdatnosti z pozice pravého obránce. Dne 27. října Frimpong vstřelil svůj první profesionální gól při výhře 4:0 proti Aberdeenu. Svou první trofej v kariéře získal 8. prosince 2019, kdy Celtic porazil Rangers 1:0 ve finále skotského ligového poháru. Manažer Celticu Neil Lennon ho popsal jako „vynikajícího“ a „pravděpodobně našeho nejlepšího hráče v poli v prvním poločase“, i když byl na začátku druhého poločasu vyloučen za faul na Alfreda Morelose v pokutovém území. V červnu 2020 byl Frimpong zvolen příznivci klubu mladým hráčem roku Celticu pro sezónu 2019/20.

### Bayer Leverkusen
Dne 27. ledna 2021 Frimpong podepsal smlouvu na čtyři a půl roku s německým Bayerem Leverkusen za nezveřejněný poplatek. Dne 3. října 2023 prodloužil smlouvu do roku 2028. Frimpong byl klíčovou postavou, která pomohla Leverkusenu vyhrát premiérový bundesligový titul, jehož zisk byl potvrzen 14. dubna 2024 po jasné výhře 5:0 nad Werderem Brémy, čímž byla ukončena 11letá nadvláda Bayernu Mnichov. Frimpong nastoupil 18. května 2024 doma proti Augsburgu při vítězství 2:1. Vítězství zpečetilo neporazitelnost Bayeru Leverkusen, první takovou sezónu v historii Bundesligy.

### Liverpool
Dne 30. května 2025 Frimpong přestoupil do anglického klubu Liverpool FC za částku 35 milionů liber.

## Reprezentační kariéra
Frimpong reprezentoval Nizozemsko na mládežnické mezinárodní úrovni do 19 let a v listopadu 2018 debutoval v národním týmu proti Arménii. V listopadu 2019 debutoval v kategorii do 20 let.
V listopadu 2022 byl Frimpong zařazen do konečného výběru nizozemského národního fotbalového týmu pro Mistrovství světa ve fotbale 2022. I když podle článku na webu NOS nemluví moc nizozemsky, rozumí zápasovým rozhovorům a fotbalovému jazyku. Na turnaji se neobjevil, Nizozemsko bylo vyřazeno ve čtvrtfinále Argentinou.
Za Nizozemsko si poprvé zahrál 13. října 2023, kdy se v kvalifikačním zápase na Mistrovství Evropy ve fotbale 2024 proti Francii objevil jako náhradník. Dne 29. května 2024 byl Frimpong jmenován do nizozemského týmu pro Mistrovství Evropy ve fotbale 2024. Svůj první seniorský reprezentační gól vstřelil 6. června v předturnajovém přátelském utkání proti Kanadě.

## Osobní život
Frimpong se narodil v Nizozemsku a z matčiny strany je ghanského původu. Jeho rodina se přestěhovala do Anglie, když mu bylo sedm let. Díky svému původu může hrát za Nizozemsko, Ghanu a Anglii. Frimpong je oddaný křesťan a přiznal, že po pandemii COVID-19 začal, ještě když žil v Glasgow, navštěvovat mši.

## Statistiky

### Klubové
Platí k zápasu hranému 11. května 2025.
| Klub                | Sezóna            | Liga                 | Liga   | Liga | Národní pohár | Národní pohár | Ligový pohár | Ligový pohár | Kontinentální | Kontinentální | Ostatní | Ostatní | Celkově | Celkově |
| Klub                | Sezóna            | Soutěž               | Zápasy | Góly | Zápasy        | Góly          | Zápasy       | Góly         | Zápasy        | Góly          | Zápasy  | Góly    | Zápasy  | Góly    |
| ------------------- | ----------------- | -------------------- | ------ | ---- | ------------- | ------------- | ------------ | ------------ | ------------- | ------------- | ------- | ------- | ------- | ------- |
| Manchester City U21 | 2018/19           | —                    | —      | —    | —             | —             | —            | —            | —             | —             | 4       | 0       | 4       | 0       |
| Celtic              | 2019/20           | Scottish Premiership | 14     | 2    | 3             | 0             | 3            | 0            | 1             | 0             | —       | —       | 21      | 2       |
| Celtic              | 2020/21           | Scottish Premiership | 22     | 1    | 0             | 0             | 0            | 0            | 8             | 0             | —       | —       | 30      | 1       |
| Celtic              | Celkově           | Celkově              | 36     | 3    | 3             | 0             | 3            | 0            | 9             | 0             | —       | —       | 51      | 3       |
| Bayer Leverkusen    | 2020/21           | Bundesliga           | 10     | 0    | 1             | 0             | —            | —            | 2             | 0             | —       | —       | 13      | 0       |
| Bayer Leverkusen    | 2021/22           | Bundesliga           | 25     | 1    | 2             | 1             | —            | —            | 7             | 0             | —       | —       | 34      | 2       |
| Bayer Leverkusen    | 2022/23           | Bundesliga           | 34     | 8    | 1             | 0             | —            | —            | 13            | 1             | —       | —       | 48      | 9       |
| Bayer Leverkusen    | 2023/24           | Bundesliga           | 31     | 9    | 6             | 2             | —            | —            | 10            | 3             | —       | —       | 47      | 14      |
| Bayer Leverkusen    | 2024/25           | Bundesliga           | 33     | 5    | 4             | 0             | —            | —            | 10            | 0             | 1       | 0       | 48      | 5       |
| Bayer Leverkusen    | Celkově           | Celkově              | 133    | 23   | 14            | 3             | —            | —            | 42            | 4             | 1       | 0       | 190     | 30      |
| Liverpool           | 2025/26           | Premier League       | 0      | 0    | 0             | 0             | 0            | 0            | 0             | 0             | 0       | 0       | 0       | 0       |
| Celkově v kariéře   | Celkově v kariéře | Celkově v kariéře    | 169    | 26   | 17            | 3             | 3            | 0            | 51            | 4             | 5       | 0       | 245     | 33      |

### Reprezentační
Platí k zápasu hranému 7. června 2025.
| Národní tým | Rok     | Zápasy | Góly |
| ----------- | ------- | ------ | ---- |
| Nizozemsko  | 2023    | 1      | 0    |
| Nizozemsko  | 2024    | 9      | 1    |
| Nizozemsko  | 2025    | 3      | 0    |
| Celkově     | Celkově | 13     | 1    |

## Úspěchy
Celtic
- Scottish Premiership: 2019/20
- Scottish Cup: 2019/20
- Scottish League Cup: 2019/20

Bayer Leverkusen
- Bundesliga: 2023/24
- DFB-Pokal: 2023/24
- DFL-Supercup: 2024

Individuální
- Tým sezóny Bundesligy podle časopisu Kicker: 2021/22, 2022/23, 2023/24
- Tým sezóny Bundesligy: 2022/23, 2023/24
- Tým sezóny Evropské ligy UEFA: 2023/24